# Еміліано Веласкес
Еміліано Даніель Веласкес Мальдонадо (англ. Emiliano Daniel Velázquez Maldonado, нар. 14 лютого 1996, Монтевідео, Уруґвай) — уругвайський футболіст, захисник іспанського «Райо Вальєкано».

## Клубна кар'єра
Народився 30 квітня 1994 року в місті Монтевідео. Вихованець футбольної школи клубу «Данубіо». Дорослу футбольну кар'єру розпочав 2012 року в основній команді того ж клубу, в якій провів два сезони, взявши участь у 55 матчах чемпіонату.  Більшість часу, проведеного у складі «Данубіо», був основним гравцем захисту команди.
27 серпня 2014 року уклав угоду з мадридським «Атлетіко». Відразу ж для здобуття досвіду був відданий в оренду до «Хетафе», у складі якого провів наступні два роки своєї кар'єри гравця. Згодом протягом сезону 2016/17 також на орендних правах грав у Португалії за «Брагу». 
У серпні 2017 року був орендований «Райо Вальєкано», клубом Сегунди, допоміг його команді здобути підвищення до Ла-Ліги, після чого 23 липня 2018 року уклав із цим мадридським клубом повноцінний контракт.

## Виступи за збірні
2009 року дебютував у складі юнацької збірної Уругваю (U-15), загалом на юнацькому рівні взяв участь у 21 іграх.
Протягом 2012–2014 років залучався до складу молодіжної збірної Уругваю. На молодіжному рівні зіграв в 11 офіційних матчах, забив 1 гол.
2014 року провів свою єдину гру у складі національної збірної Уругваю.

### Матчі за збірну
| Дата       | Місто  | Господарі         | Результат | Гості   | Турнір           | Голи | Примітки |
| ---------- | ------ | ----------------- | --------- | ------- | ---------------- | ---- | -------- |
| 10-10-2014 | Джидда | Саудівська Аравія | 1 – 1     | Уругвай | товариський матч | -    |          |
| Усього     |        | Матчів            | 1         |         | Голів            | 0    |          |